# Narita Nagayasu
Narita Nagayasu (成田長泰?; 1495? – 1574) è stato un samurai giapponese del periodo Sengoku capo del clan Narita della provincia di Musashi.
Nagayasu era figlio ed erede di Narita Chikayasu e divenne l'undicesimo capo del clan.
Governava il castello di Oshi nella provincia di Musashi. Servì inizialmente come vassallo del clan Ogigayatsu-Uesugi. Quando il clan Hōjō, potente clan della provincia di Sagami, iniziò ad espandersi nella provincia di Musashi entrò in conflitto con gli Uesugi e di consegnuenza con i Narita. Tuttavia quando gli Uesugi subirono una pesante sconfitta nella battaglia di Kawagoe (1545-1546), il ramo Ogigayatsu declinò rapidamente, così il clan si arrese e divenne servitore degli Hōjō.
Nel 1560 Uesugi Kenshin fece una grande spedizione nella provincia sotto il nome di Uesugi Norimasa e scacciò gli Hōjō. Il clan Narita tornò ad essere vassallo degli Uesugi ma, dopo una lite tra Nagayasu e Kenshin, l'infuriato Nagayasu ritornò ad allearsi con gli Hōjō.
Fu succeduto dal figlio Ujinaga.